# Mîna Urgan
Mîna Urgan (* 14. Mai 1916 in Istanbul; † 15. Juni 2000 ebenda) war eine türkische Professorin für englische Literatur, Schriftstellerin, Übersetzerin und Feministin.

## Leben
Urgan wurde in der ersten Hälfte des Monats Mai 1916 in Istanbul geboren. Sie schrieb einmal, dass ihr Alter erhöht wurde, was zu dieser Zeit in der Türkei nicht unüblich war, um einen von ihrem Vater hinterlassenen Anteil an einem Hamam verkaufen zu können. Als in den folgenden Jahren ihr Personalausweis erneuert wurde, wollte ihr ein linker Freund einen Gefallen tun und änderte daher ihr Geburtsdatum auf den 1. Mai. Daher wird in offiziellen Quellen auch angegeben, dass ihr Geburtsdatum der 1. Mai 1915 sei. Ihr Vater Tahsin Nahit war ein Dichter, ihre Mutter hieß Şefika. Sie verlor ihren Vater, als sie erst zwei Jahre alt war. Sie wuchs bei ihrer Mutter und deren zweitem Ehemann Falih Rıfkı Atay auf. Ihr Stiefvater und seine Künstlerfreunde beeinflussten Urgans Leben als Künstlerin. Außerdem war sie eine der ersten Skifahrerinnen und Schwimmerinnen in der Türkei.
Nachdem sie 18 Jahre alt wurde und nach dem Familiennamensgesetz in der Türkei ihren eigenen Nachnamen auswählen durfte, empfahl ihr ein Freund, Necip Fazıl Kısakürek, den Nachnamen „Urgan“ (dt.: „Strick“), mit der Begründung: „Du wirst ja eh bald erhängt, weil du links bist. Daher passt der Nachname ‚Urgan‘ zu dir“.
Am 15. Juni 2000 starb sie im Alter von 84 Jahren. Zum Gedenken an Urgan veranstaltet das Institut für Englische Sprache und Literatur der Universität Istanbul, an der sie gearbeitet hat, jedes Jahr einen Geschichtenwettbewerb.

## Werdegang
Nach ihrem Abschluss am Amerikan Kız Koleji (dt.: amerikanisches Mädchen-College) in Arnavutköy, welches heute Robert Kolej (dt.: Robert College) heißt, studierte sie an der Fakultät für Literatur der Universität Istanbul, Abteilung für Französische Philologie. Urgan, die auch an der Abteilung für englische Philologie derselben Fakultät promovierte, wurde 1949 mit ihrer Doktorarbeit Elizabeth Devri Tiyatrosunda Soytarılar (dt. Harlekine im Theater des Elisabethanischen Zeitalters) zur Dozentin ernannt. Im Jahr 1960 wurde sie Professorin für englische Literatur und 1977 ging sie in den Ruhestand.
Mîna Urgan übersetzte Werke von Schriftstellern wie Aldous Huxley, Graham Greene, Henry Fielding, Honoré de Balzac, John Galsworthy, Thomas Malory, William Golding und William Shakespeare ins Türkische. Mit den literarischen Werken Bir Dinozorun Anıları (dt.: Die Erinnerungen eines Dinosauriers) und Bir Dinozorun Gezileri (dt.: Die Reisen eines Dinosauriers) erntete sie viel Erfolg.

## Bedeutung als Literaturwissenschaftlerin
Mîna Urgan war eine wichtige Übersetzerin, Schriftstellerin und Denkerin; sie war bekannt für ihre Schreibbegabung in sowohl Türkisch als auch Englisch und lieferte einen wichtigen Beitrag zur Literatur. Vor allem mit ihrem Werk İngiliz Edebiyatı Tarihi (dt. Geschichte der englischen Literatur), dessen erster Teil 1986 und der fünfte und letzte 1993 veröffentlicht wurde, aber auch mit ihren Untersuchungen zu Thomas More, Shakespeare und Virginia Woolf war sie eine sehr einflussreiche Person. Die Schriftstellerin, die wichtige Werke aus der Weltliteratur in Türkische übersetzte, hat in ihrem Werk Edebiyatta Ütopya Kavramı ve Thomas More (dt. Der Utopie-Begriff in der Literatur und Thomas More) das Leben im Rahmen von Freiheit und Frieden thematisiert und hatte somit großen Erfolg. 1995 wurde Urgans Werk Virginia Woolf veröffentlicht, 1997 folgte das Werk D. H. Lawrence İncelemesi (dt.: D. H. Lawrence: eine Untersuchung). Nachdem 1998 ihre Memoiren veröffentlicht wurden, gewann Mîna Urgan ein größeres Publikum und mehr Anerkennung.

### Bir Dinozorun AnılarıundBir Dinozorun Gezileri(Die Erinnerungen eines DinosauriersundDie Reisen eines Dinosauriers)
Das Buch Bir Dinozorun Anıları (dt. „Die Erinnerungen eines Dinosauriers“), in dem Urgan aus den 83 Jahren ihres Lebens sowie auch von den letzten hundert Jahren erzählt, erreichte 74 Auflagen und wurde zu einem Bestseller. Später schrieb sie das Buch Bir Dinozorun Gezileri (dt. „Die Reisen eines Dinosauriers“), das auch großes Interesse weckte.
Das Werk Bir Dinozorun Anıları gilt mit seinen Erzählungen über Persönlichkeiten, die in der türkischen Literatur und Gesellschaft eine wichtige Rolle spielten, wie Atatürk, Halide Edip, Necip Fazıl, Abidin Dino, Neyzen Tevfik, Sait Faik, Yahya Kemal und Ahmet Haşim als ein wichtiges Zeitdokument. Darin berichtet sie mit voller Lebensfreude und auf fröhliche Art und Weise über ihre Reisen nach Anatolien, Paris, England, Italien, Sowjetrussland, Amerika und ihre Blaue Reise („Mavi Yolculuk“) in Bodrum, die sie mit sehr wenig Geld gemacht hat.
Die Autorin, deren zwei Bücher sich gut verkauften, beschrieb diese Situation auf eine ironische Art und Weise:

„Ich verstand nicht, wie meine Bücher so gut verkauft wurden, ich verstehe es immer noch nicht. Wie kann mein Buch sich so gut verkaufen? Ich habe ein oppositionelles Verhalten in dieser Gesellschaft. Meine Bücher verkaufen sich gut, schreibe ich etwa banal? Habe ich vielleicht etwas falsch gemacht?“

## Politische Position
Urgan trat im Jahr 1960 in die Politik ein und gehörte zu den Gründungsmitgliedern der Arbeiterpartei der Türkei (türk.: Türkiye İşçi Partisi (TİP)) und der Partei für Freiheit und Solidarität (türk.: Özgürlük ve Dayanışma Partisi (ÖDP)). Bei den Wahlen vom 18. April 1999 nahm sie als dritte stellvertretende Abgeordnete aus der ÖDP teil, jedoch konnte die Partei die geltende Sperrklausel von 10 % nicht überschreiten. Die Autorin sprach in ihren Schriften und Interviews über ihre sozialistische Identität und erzählte auf ironische Weise von ihrem politischen Leben und ihrer politischen Sichtweise wie folgt:

„Obwohl ich eine sehr bestimmte Einstellung habe, verstehe ich die Politik überhaupt nicht. Ich wusste zum Beispiel nichts über die internen Konflikte der Partei TIP, zu der ich gehöre, weil beide Seiten von Sozialismus sprachen und davon, dass gegen die Armut gekämpft werden soll. Ich dachte, diese Leute denken an dasselbe. Es stellte sich heraus, dass es große Unterschiede zwischen ihnen gab. Ich bin wohl ein Idiot, wenn es zu solchen Themen kommt. Ich kann die Dinge nicht politisch sehen.“

## Werke

### Eigene Werke
- Shakespeare ve Hamlet (Shakespeare und Hamlet) (1984)[16]
- Edebiyatta Ütopya Kavramı ve Thomas More (Der Utopie Begriff in der Literatur und Thomas More) (1984)
- İngiliz Edebiyatı Tarihi (Die Geschichte der englischen Literatur) (1986–1993)
- Virginia Woolf (1995), ISBN 978-975-363-363-5
- D. H. Lawrence İncelemesi (D. H. Lawrence. Eine Untersuchung) (1997), ISBN 978-975-363-637-7
- Bir Dinozorun Anıları (Die Erinnerungen eines Dinosauriers) (1998)
- Bir Dinozorun Gezileri (Die Reisen eines Dinosauriers) (1999)

### Übersetzungen
- Moby-Dick – Herman Melville (Zu dem schrieb sie zusammen mit Sabahattin Eyüboğlu das Vorwort), ISBN 975-363-896-5[17]
- Das Herz aller Dinge – Graham Greene
- Der Tod Arthurs – Sir Thomas Malory
- Herr der Fliegen – William Golding
- Troilus und Cressida – William Shakespeare (Zu dem schrieb sie zusammen mit Sabahattin Eyüboğlu das Vorwort)